# José Augusto da Silva Ramos
José Augusto da Silva Ramos (Garanhuns, 15 de Dezembro de 1946) é um médico e político brasileiro.
É formado em medicina pela Universidade Federal de Pernambuco (UFPE) e pós-graduado em medicina preventiva na Universidade de São Paulo (USP).  Foi secretário da Saúde de Diadema entre 1983 e 1998, posteriormente eleito prefeito entre 1989 e 1992. Também foi deputado federal por São Paulo entre 1995 e 1998 e deputado estadual por três mandatos: de 1999 a 2011. Em 2012, foi candidato a vereador de Diadema, sendo o mais votado daquela eleição. 

## Primeira gestão (1989-1992)
Em seu primeiro mandato sofreu crises na área da habitação, provocadas por membros radicais de seu próprio partido. No início de agosto, o diretor de planejamento urbano da prefeitura de Diadema, Lício Lobo Junior, incentivou a invasão de áreas privadas. Em 3 de agosto de 1989, cem pessoas lideradas pelo vice-prefeito Antônio Geraldo Justino (PT)- "Tonhão" e pelos vereadores Manoel Boni e Romildo Raposo (ambos do PT) invadiram uma área pública íngreme de 150 mil m2 logo batizada como "Buraco do Cazuza". Ao saber da invasão, Ramos pediu a reintegração de posse da área (pois a mesma já estava reservada para projetos habitação visando atender aos moradores sem teto da cidade previamente cadastrados). No dia 9 de agosto, o vice Tonhão e os vereadores Boni e Raposo lideraram uma invasão do paço municipal com dezenas de manifestantes (moradores da área invadida), exigindo a revogação do pedido de reintegração. O prefeito Ramos negou e foi quase linchado, sofrendo diversas agressões.
Por conta das agressões ao prefeito, a direção do PT decidiu expulsar o vice-prefeito Tonhão (que anos mais tarde acabou demitido do estado após participar de agressões ao então governador Mário Covas e à presidente da Apeoesp, Professora Bebel, durante a greve dos professores de 2000) e os vereadores Raposo e Boni. Posteriormente Manuel Boni (sem partido) se envolveu em um novo conflito. Durante a reintegração de posse de uma área no Jardim Inamar em 11 de dezembro de 1990, Boni e os sem-teto enfrentaram a polícia militar, resultando na morte de 2 sem-teto enquanto Boni teve uma das mãos decepadas por uma bomba de gás lacrimogênio lançada pela polícia.

## Vida pessoal
É casado com a médica Maridite Cristóvão Gomes de Oliveira, ex-diretora do Departamento de Saúde de Diadema, com quem teve 5 filhos. 